# 武石浩明
武石 浩明（たけいし ひろあき、1967年4月19日 - ）は、日本のジャーナリスト、映画監督である。TBSスパークル取締役ニュース情報本部、クリエイティブテック本部担当。元TBSテレビ報道局社会部長、チューリップテレビ報道制作局専任局長である。

## 経歴
千葉県出身。1991年にTBSに入社した。
入社後に『モーニングEye』を担当し、統一教会（現・世界平和統一家庭連合）に起因する問題を取材した。1994年には、報道局において『JNNニュースの森』特集担当ディレクターとして、阪神・淡路大震災、オウム真理教事件等を取材した。1997年には、報道局社会部において、「警視庁記者クラブ」担当記者に就任した。
2006年に、報道局社会部における「司法記者クラブ」キャップに就任し、防衛事務次官による汚職事件（山田洋行事件）、ライブドア事件の裁判を取材した。2014年に報道局社会部デスクに就任し、『東日本大震災5年GReeeeN初告白』、『地下鉄サリン20年』等の企画を行った。2017年に報道局社会部長に就任した。
2021年に開催された第1回TBSドキュメンタリー映画祭にて公開された、『GReeeeN 初告白～東日本大震災から5年 HIDEが語ったこと～』にて初めて監督を務めた。
TBS報道局次長や解説・専門記者室長を経由した後、2022年6月ごろにチューリップテレビに出向し、報道制作局専任局長に就任した。出向1週間後に安倍晋三銃撃事件が発生した際には、チューリップテレビは他局に先駆け、富山県在住の統一教会元信者への取材や多額の献金に関する報道を行うことができた一因になったと報道されている。
2024年6月20日付、TBSスパークル取締役、ニュース情報本部とクリエイティブテック本部担当に就任した。

## 人物
立教大学在学中に山岳部に所属しており、2017年9月時点で同山岳部コーチ、2022年時点で同山岳部監督を務めている。
ヒマラヤ山脈において登山を複数回経験しており、特に1993年に行った標高7816メートルのチョモロンゾ登山では、史上初の北西面ルートからの登頂に成功している。
登山以外にも、トレイルランニング、野菜栽培を趣味としている。

## 主な担当作品

### テレビ番組

#### ニュース番組
- 『モーニングEye』[1][2]

- 『JNNニュースの森』（1994年 - ）[1]
- 『イブニング・ファイブ』（2005年 - ）[1]
- 『朝ズバッ!』（2008年 - ）[1]
- 『Nスタ』（2013年 - ）[1]
- 『あさチャン!』（2014年 - ）[1]

#### 特別番組
- ビデオ問題検証特番『証言・坂本弁護士テープ問題から6年半』（1996年）[1]
- 『報道の日』
  - 『報道の日 2014』[1]
  - 『報道の日 2020 激動の21世紀～ 米中、そして日本』[8]
  - 『報道の日 2021』[2][9]

### 映画
- 『GReeeeN初告白　～東日本大震災５年にHIDEが語っていたこと～』 - 2021年[1][2]
- 『人生クライマー 山野井泰史と垂直の世界』 - 2022年[2][10]